# Eleições autárquicas portuguesas de 2013 no distrito de Évora
| Eleições autárquicas portuguesas de 2013 Distritos: Aveiro \| Beja \| Braga \| Bragança \| Castelo Branco \| Coimbra \| Évora \| Faro \| Guarda \| Leiria \| Lisboa \| Portalegre \| Porto \| Santarém \| Setúbal \| Viana do Castelo \| Vila Real \| Viseu \| Açores \| Madeira |

## Resultados por concelho
Os resultados nos concelhos no Distrito de Évora foram os seguintes:

### Alandroal

#### Câmara Municipal
| Partido                 | Partido                                                          | Votos | %               | +/-   | Vereadores | +/-     |
| ----------------------- | ---------------------------------------------------------------- | ----- | --------------- | ----- | ---------- | ------- |
|                         | Coligação Democrática Unitária                                   | 2 172 | 54,40 / 100,00  | 37,98 | 3 / 5      | 2       |
|                         | Defesa da Integridade Territorial e Desenvolvimento do Alandroal | 838   | 20,99 / 100,00  | Novo  | 1 / 5      | Novo    |
|                         | Partido Socialista                                               | 698   | 17,48 / 100,00  | 21,95 | 1 / 5      | 1       |
|                         | Partido Social Democrata                                         | 146   | 3,66 / 100,00   | 0,82  | 0 / 5      | Estável |
|                         | Bloco de Esquerda                                                | 57    | 1,43 / 100,00   | -     | 0 / 5      | -       |
| Votos Inválidos         | Votos Inválidos                                                  | 82    | 2,06 / 100,00   | 0,35  |            |         |
| Total                   | Total                                                            | 3 933 | 100,00 / 100,00 |       | 5 / 5      |         |
| Eleitorado/Participação | Eleitorado/Participação                                          | 5 174 | 77,17 / 100,00  | 0,99  |            |         |

| Freguesia                                         | %     | %     | %     | %    | %    | Votantes |
| Freguesia                                         | CDU   | DITA  | PS    | PSD  | BE   | Votantes |
| ------------------------------------------------- | ----- | ----- | ----- | ---- | ---- | -------- |
| Capelins (Santo António)                          | 47,04 | 15,59 | 27,69 | 4,57 | 2,42 | 372      |
| N.S. da Conceição, São Brás dos Matos e Juromenha | 50,87 | 29,26 | 11,95 | 3,96 | 1,48 | 1 490    |
| Santiago Maior                                    | 62,65 | 16,99 | 14,74 | 2,69 | 1,44 | 1 601    |
| Terena (São Pedro)                                | 44,53 | 13,58 | 34,15 | 5,09 | 0,57 | 530      |
| Alandroal                                         | 54,40 | 20,99 | 17,48 | 3,66 | 1,43 | 3 993    |

#### Assembleia Municipal
| Partido                 | Partido                                                          | Votos | %               | +/-   | Mandatos | +/-  |
| ----------------------- | ---------------------------------------------------------------- | ----- | --------------- | ----- | -------- | ---- |
|                         | Coligação Democrática Unitária                                   | 2 001 | 50,11 / 100,00  | 30,29 | 8 / 15   | 5    |
|                         | Partido Socialista                                               | 783   | 19,61 / 100,00  | 18,13 | 3 / 15   | 3    |
|                         | Defesa da Integridade Territorial e Desenvolvimento do Alandroal | 778   | 19,48 / 100,00  | Novo  | 3 / 15   | Novo |
|                         | Partido Social Democrata                                         | 235   | 5,89 / 100,00   | 1,52  | 1 / 15   | 1    |
|                         | Bloco de Esquerda                                                | 82    | 2,05 / 100,00   | -     | 0 / 15   | -    |
| Votos Inválidos         | Votos Inválidos                                                  | 114   | 2,85 / 100,00   | 0,84  |          |      |
| Total                   | Total                                                            | 3 993 | 100,00 / 100,00 |       | 15 / 15  |      |
| Eleitorado/Participação | Eleitorado/Participação                                          | 5 174 | 77,17 / 100,00  | 0,99  |          |      |

| Freguesia                                         | %     | %     | %     | %    | %    | Votantes |
| Freguesia                                         | CDU   | PS    | DITA  | PSD  | BE   | Votantes |
| ------------------------------------------------- | ----- | ----- | ----- | ---- | ---- | -------- |
| Capelins (Santo António)                          | 45,43 | 29,30 | 14,78 | 6,72 | 0,54 | 372      |
| N.S. da Conceição, São Brás dos Matos e Juromenha | 44,90 | 13,42 | 27,85 | 7,99 | 2,95 | 1 490    |
| Santiago Maior                                    | 58,78 | 18,36 | 14,80 | 3,44 | 1,75 | 1 601    |
| Terena (São Pedro)                                | 41,89 | 33,96 | 13,40 | 6,79 | 1,51 | 530      |
| Alandroal                                         | 50,11 | 19,61 | 19,48 | 5,89 | 2,05 | 3 993    |

#### Juntas de Freguesia
| Partido                 | Partido                        | Votos | %               | +/-   | Presidentes | Mandatos | +/- |
| ----------------------- | ------------------------------ | ----- | --------------- | ----- | ----------- | -------- | --- |
|                         | Coligação Democrática Unitária | 1 843 | 46,67 / 100,00  | 25,45 | 4 / 4       | 18 / 32  | 8   |
|                         | Partido Socialista             | 901   | 22,82 / 100,00  | 18,14 | 0 / 4       | 8 / 32   | 7   |
|                         | Grupo de Cidadãos              | 733   | 18,56 / 100,00  | 15,21 | 0 / 4       | 5 / 32   | 9   |
|                         | Partido Social Democrata       | 248   | 6,28 / 100,00   | 4,02  | 0 / 4       | 1 / 32   | 1   |
|                         | Bloco de Esquerda              | 137   | 3,47 / 100,00   | -     | 0 / 4       | 0 / 32   | -   |
| Votos Inválidos         | Votos Inválidos                | 87    | 2,20 / 100,00   | 0,41  |             |          |     |
| Total                   | Total                          | 3 949 | 100,00 / 100,00 |       | 4 / 4       | 32 / 32  | 7   |
| Eleitorado/Participação | Eleitorado/Participação        | 5 174 | 76,32 / 100,00  | 2,28  |             |          |     |

| Freguesia                                         | Partido Vencedor | Partido Vencedor               | %              | Mandatos |
| ------------------------------------------------- | ---------------- | ------------------------------ | -------------- | -------- |
| Capelins (Santo António)                          |                  | Coligação Democrática Unitária | 44,89 / 100,00 | 4 / 7    |
| N.S. da Conceição, São Brás dos Matos e Juromenha |                  | Coligação Democrática Unitária | 39,80 / 100,00 | 4 / 9    |
| Santiago Maior                                    |                  | Coligação Democrática Unitária | 53,40 / 100,00 | 6 / 9    |
| Terena (São Pedro)                                |                  | Coligação Democrática Unitária | 46,91 / 100,00 | 4 / 7    |

### Arraiolos

#### Câmara Municipal
| Partido                 | Partido                        | Votos | %               | +/-  | Vereadores | +/- |
| ----------------------- | ------------------------------ | ----- | --------------- | ---- | ---------- | --- |
|                         | Coligação Democrática Unitária | 2 215 | 54,73 / 100,00  | 9,31 | 3 / 5      | 1   |
|                         | Partido Socialista             | 1 367 | 33,78 / 100,00  | 9,24 | 2 / 5      | 1   |
|                         | Partido Social Democrata       | 190   | 4,69 / 100,00   | -    | 0 / 5      | -   |
|                         | CDS – Partido Popular          | 49    | 1,21 / 100,00   | -    | 0 / 5      | -   |
| Votos Inválidos         | Votos Inválidos                | 226   | 5,58 / 100,00   | 1,61 |            |     |
| Total                   | Total                          | 4 047 | 100,00 / 100,00 |      | 5 / 5      |     |
| Eleitorado/Participação | Eleitorado/Participação        | 6 237 | 64,89 / 100,00  | 1,41 |            |     |

| Freguesia                  | %     | %     | %    | %    | Votantes |
| Freguesia                  | CDU   | PS    | PSD  | CDS  | Votantes |
| -------------------------- | ----- | ----- | ---- | ---- | -------- |
| Arraiolos                  | 59,70 | 27,49 | 4,95 | 1,10 | 1 819    |
| Gafanhoeira e Sabugueiro   | 65,60 | 24,62 | 3,04 | 0,67 | 593      |
| Igrejinha                  | 52,33 | 40,41 | 2,61 | 0,74 | 537      |
| São Gregório e Santa Justa | 55,56 | 34,88 | 3,40 | 1,54 | 324      |
| Vimieiro                   | 36,05 | 50,52 | 7,36 | 2,07 | 774      |
| Arraiolos                  | 54,73 | 33,78 | 4,69 | 1,21 | 4 047    |

#### Assembleia Municipal
| Partido                 | Partido                        | Votos | %               | +/-  | Mandatos | +/- |
| ----------------------- | ------------------------------ | ----- | --------------- | ---- | -------- | --- |
|                         | Coligação Democrática Unitária | 2 157 | 53,29 / 100,00  | 8,37 | 9 / 15   | 1   |
|                         | Partido Socialista             | 1 412 | 34,88 / 100,00  | 8,64 | 6 / 15   | 2   |
|                         | Partido Social Democrata       | 235   | 5,81 / 100,00   | -    | 0 / 15   | -   |
| Votos Inválidos         | Votos Inválidos                | 244   | 6,03 / 100,00   | 1,58 |          |     |
| Total                   | Total                          | 4 048 | 100,00 / 100,00 |      | 15 / 15  |     |
| Eleitorado/Participação | Eleitorado/Participação        | 6 237 | 64,90 / 100,00  | 1,40 |          |     |

| Freguesia                  | %     | %     | %    | Votantes |
| Freguesia                  | CDU   | PS    | PSD  | Votantes |
| -------------------------- | ----- | ----- | ---- | -------- |
| Arraiolos                  | 58,82 | 28,04 | 5,94 | 1 819    |
| Gafanhoeira e Sabugueiro   | 62,73 | 27,32 | 4,05 | 593      |
| Igrejinha                  | 49,44 | 42,38 | 2,79 | 538      |
| São Gregório e Santa Justa | 53,40 | 37,04 | 4,94 | 324      |
| Vimieiro                   | 35,66 | 50,65 | 9,30 | 774      |
| Arraiolos                  | 53,29 | 34,88 | 5,81 | 4 048    |

#### Juntas de Freguesia
| Partido                 | Partido                        | Votos | %               | +/-  | Presidentes | Mandatos | +/- |
| ----------------------- | ------------------------------ | ----- | --------------- | ---- | ----------- | -------- | --- |
|                         | Coligação Democrática Unitária | 2 217 | 54,77 / 100,00  | 6,07 | 3 / 5       | 22 / 39  | 14  |
|                         | Partido Socialista             | 1 514 | 37,40 / 100,00  | 9,18 | 2 / 5       | 17 / 39  | 1   |
|                         | CDS – Partido Popular          | 31    | 0,77 / 100,00   | -    | 0 / 5       | 0 / 39   | -   |
| Votos Inválidos         | Votos Inválidos                | 286   | 7,07 / 100,00   | 3,00 |             |          |     |
| Total                   | Total                          | 4 048 | 100,00 / 100,00 |      | 5 / 5       | 39 / 39  | 14  |
| Eleitorado/Participação | Eleitorado/Participação        | 6 237 | 64,90 / 100,00  | 1,42 |             |          |     |

| Freguesia                  | Partido Vencedor | Partido Vencedor               | %              | Mandatos |
| -------------------------- | ---------------- | ------------------------------ | -------------- | -------- |
| Arraiolos                  |                  | Coligação Democrática Unitária | 62,40 / 100,00 | 6 / 9    |
| Gafanhoeira e Sabugueiro   |                  | Coligação Democrática Unitária | 64,92 / 100,00 | 5 / 7    |
| Igrejinha                  |                  | Partido Socialista             | 50,19 / 100,00 | 4 / 7    |
| São Gregório e Santa Justa |                  | Coligação Democrática Unitária | 52,16 / 100,00 | 4 / 7    |
| Vimieiro                   |                  | Partido Socialista             | 53,75 / 100,00 | 5 / 9    |

### Borba

#### Câmara Municipal
| Partido                 | Partido                        | Votos | %               | +/-   | Vereadores | +/-     |
| ----------------------- | ------------------------------ | ----- | --------------- | ----- | ---------- | ------- |
|                         | Movimento Unidos por Borba     | 1 642 | 36,66 / 100,00  | Novo  | 2 / 5      | Novo    |
|                         | Partido Socialista             | 1 043 | 23,29 / 100,00  | 39,87 | 1 / 5      | 3       |
|                         | Partido Social Democrata       | 831   | 18,55 / 100,00  | 4,36  | 1 / 5      | 1       |
|                         | Coligação Democrática Unitária | 791   | 17,66 / 100,00  | 1,44  | 1 / 5      | Estável |
| Votos Inválidos         | Votos Inválidos                | 172   | 3,84 / 100,00   | 0,29  |            |         |
| Total                   | Total                          | 4 479 | 100,00 / 100,00 |       | 5 / 5      |         |
| Eleitorado/Participação | Eleitorado/Participação        | 6 349 | 70,55 / 100,00  | 4,36  |            |         |

| Freguesia              | %     | %     | %     | %     | Votantes |
| Freguesia              | MUB   | PS    | PSD   | CDU   | Votantes |
| ---------------------- | ----- | ----- | ----- | ----- | -------- |
| Borba (Matriz)         | 37,29 | 19,98 | 21,87 | 16,98 | 2 167    |
| Borba (São Bartolomeu) | 38,78 | 20,59 | 18,92 | 17,81 | 539      |
| Orada                  | 31,02 | 41,62 | 6,74  | 16,96 | 519      |
| Rio de Moinhos         | 37,00 | 22,57 | 17,54 | 19,06 | 1 254    |
| Borba                  | 36,66 | 23,29 | 18,55 | 17,66 | 4 479    |

#### Assembleia Municipal
| Partido                 | Partido                        | Votos | %               | +/-   | Mandatos | +/-  |
| ----------------------- | ------------------------------ | ----- | --------------- | ----- | -------- | ---- |
|                         | Movimento Unidos por Borba     | 1 928 | 43,04 / 100,00  | Novo  | 7 / 15   | Novo |
|                         | Partido Socialista             | 997   | 22,25 / 100,00  | 32,41 | 4 / 15   | 5    |
|                         | Partido Social Democrata       | 719   | 16,05 / 100,00  | 6,62  | 2 / 15   | 1    |
|                         | Coligação Democrática Unitária | 660   | 14,73 / 100,00  | 4,47  | 2 / 15   | 1    |
| Votos Inválidos         | Votos Inválidos                | 176   | 3,93 / 100,00   | 0,46  |          |      |
| Total                   | Total                          | 4 480 | 100,00 / 100,00 |       | 15 / 15  |      |
| Eleitorado/Participação | Eleitorado/Participação        | 6 349 | 70,56 / 100,00  | 4,37  |          |      |

| Freguesia              | %     | %     | %     | %     | Votantes |
| Freguesia              | MUB   | PS    | PSD   | CDU   | Votantes |
| ---------------------- | ----- | ----- | ----- | ----- | -------- |
| Borba (Matriz)         | 44,60 | 18,96 | 18,77 | 14,21 | 2 168    |
| Borba (São Bartolomeu) | 43,78 | 18,92 | 19,29 | 14,47 | 539      |
| Orada                  | 36,80 | 40,08 | 4,62  | 13,49 | 519      |
| Rio de Moinhos         | 42,58 | 22,01 | 14,67 | 16,27 | 1 254    |
| Borba                  | 43,04 | 22,25 | 16,05 | 14,73 | 4 480    |

#### Juntas de Freguesia
| Partido                 | Partido                        | Votos | %               | +/-   | Presidentes | Mandatos | +/- |
| ----------------------- | ------------------------------ | ----- | --------------- | ----- | ----------- | -------- | --- |
|                         | Grupo de Cidadãos              | 1 801 | 40,23 / 100,00  | -     | 3 / 4       | 15 / 32  | -   |
|                         | Partido Socialista             | 1 056 | 23,59 / 100,00  | 31,23 | 1 / 4       | 9 / 32   | 11  |
|                         | Coligação Democrática Unitária | 749   | 16,73 / 100,00  | 3,19  | 0 / 4       | 4 / 32   | 1   |
|                         | Partido Social Democrata       | 717   | 16,02 / 100,00  | 2,53  | 0 / 4       | 4 / 32   | 1   |
| Votos Inválidos         | Votos Inválidos                | 154   | 3,44 / 100,00   | 0,15  |             |          |     |
| Total                   | Total                          | 4 477 | 100,00 / 100,00 |       | 4 / 4       | 32 / 32  |     |
| Eleitorado/Participação | Eleitorado/Participação        | 6 349 | 70,52 / 100,00  | 4,24  |             |          |     |

| Freguesia              | Partido Vencedor | Partido Vencedor   | %              | Mandatos |
| ---------------------- | ---------------- | ------------------ | -------------- | -------- |
| Borba (Matriz)         |                  | Grupo de Cidadãos  | 38,80 / 100,00 | 4 / 9    |
| Borba (São Bartolomeu) |                  | Grupo de Cidadãos  | 35,81 / 100,00 | 3 / 7    |
| Orada                  |                  | Partido Socialista | 46,63 / 100,00 | 3 / 7    |
| Rio de Moinhos         |                  | Grupo de Cidadãos  | 46,57 / 100,00 | 5 / 9    |

### Estremoz

#### Câmara Municipal
| Partido                 | Partido                             | Votos  | %               | +/-   | Vereadores | +/-     |
| ----------------------- | ----------------------------------- | ------ | --------------- | ----- | ---------- | ------- |
|                         | Movimento Independente por Estremoz | 3 848  | 51,35 / 100,00  | 11,32 | 5 / 7      | 2       |
|                         | Partido Socialista                  | 2 113  | 28,20 / 100,00  | 3,89  | 2 / 7      | 1       |
|                         | Coligação Democrática Unitária      | 634    | 8,46 / 100,00   | 1,97  | 0 / 7      | Estável |
|                         | Partido Social Democrata            | 384    | 5,12 / 100,00   | 5,84  | 0 / 7      | 1       |
|                         | CDS – Partido Popular               | 100    | 1,33 / 100,00   | 0,49  | 0 / 7      | Estável |
| Votos Inválidos         | Votos Inválidos                     | 415    | 5,54 / 100,00   | 2,14  |            |         |
| Total                   | Total                               | 7 494  | 100,00 / 100,00 |       | 7 / 7      |         |
| Eleitorado/Participação | Eleitorado/Participação             | 12 477 | 60,06 / 100,00  | 7,31  |            |         |

| Freguesia                                          | %     | %     | %     | %    | %    | Votantes |
| Freguesia                                          | MiETZ | PS    | CDU   | PSD  | CDS  | Votantes |
| -------------------------------------------------- | ----- | ----- | ----- | ---- | ---- | -------- |
| Ameixial (Santa Vitória e São Bento)               | 56,85 | 22,83 | 8,90  | 5,02 | 1,83 | 438      |
| Arcos                                              | 63,48 | 17,42 | 6,36  | 3,79 | 1,67 | 660      |
| Estremoz (Santa Maria e Santo André)               | 53,05 | 26,02 | 7,71  | 5,79 | 1,59 | 3 955    |
| Évora Monte                                        | 23,84 | 50,87 | 15,70 | 2,62 | 0,58 | 344      |
| Glória                                             | 50,65 | 30,32 | 11,61 | 2,58 | 0,65 | 310      |
| São Bento do Cortiço e Santo Estêvão               | 55,20 | 26,96 | 9,98  | 2,12 | 1,49 | 471      |
| São Domingos de Ana Loura                          | 45,89 | 33,56 | 13,01 | 2,74 | 0,34 | 292      |
| São Lourenço de Mamporcão e São Bento de Ana Loura | 40,20 | 39,69 | 10,69 | 3,56 | 0,51 | 393      |
| Veiros                                             | 46,12 | 34,71 | 4,91  | 9,35 | 0,63 | 631      |
| Estremoz                                           | 51,35 | 28,20 | 8,46  | 5,12 | 1,33 | 7 494    |

#### Assembleia Municipal
| Partido                 | Partido                             | Votos  | %               | +/-   | Mandatos | +/-     |
| ----------------------- | ----------------------------------- | ------ | --------------- | ----- | -------- | ------- |
|                         | Movimento Independente por Estremoz | 3 441  | 45,92 / 100,00  | 11,96 | 11 / 21  | 3       |
|                         | Partido Socialista                  | 2 060  | 27,49 / 100,00  | 3,62  | 6 / 21   | 1       |
|                         | Coligação Democrática Unitária      | 788    | 10,52 / 100,00  | 1,41  | 2 / 21   | 1       |
|                         | Partido Social Democrata            | 633    | 8,45 / 100,00   | 5,95  | 2 / 21   | 1       |
|                         | CDS – Partido Popular               | 133    | 1,77 / 100,00   | 0,59  | 0 / 21   | Estável |
| Votos Inválidos         | Votos Inválidos                     | 439    | 5,86 / 100,00   | 1,98  |          |         |
| Total                   | Total                               | 7 494  | 100,00 / 100,00 |       | 21 / 21  |         |
| Eleitorado/Participação | Eleitorado/Participação             | 12 477 | 60,06 / 100,00  | 7,32  |          |         |

| Freguesia                                          | %     | %     | %     | %     | %    | Votantes |
| Freguesia                                          | MiETZ | PS    | CDU   | PSD   | CDS  | Votantes |
| -------------------------------------------------- | ----- | ----- | ----- | ----- | ---- | -------- |
| Ameixial (Santa Vitória e São Bento)               | 50,68 | 24,89 | 11,42 | 7,53  | 1,37 | 438      |
| Arcos                                              | 59,39 | 16,82 | 6,67  | 6,36  | 1,52 | 660      |
| Estremoz (Santa Maria e Santo André)               | 47,79 | 23,69 | 9,94  | 10,24 | 2,33 | 3 955    |
| Évora Monte                                        | 19,48 | 53,49 | 17,15 | 2,62  | 0,87 | 344      |
| Glória                                             | 44,84 | 31,61 | 14,52 | 1,94  | 0,97 | 310      |
| São Bento do Cortiço e Santo Estêvão               | 52,87 | 27,18 | 11,46 | 3,61  | 1,06 | 471      |
| São Domingos de Ana Loura                          | 40,07 | 31,85 | 18,15 | 3,08  | 0,34 | 292      |
| São Lourenço de Mamporcão e São Bento de Ana Loura | 37,15 | 40,46 | 12,21 | 3,82  | 0,76 | 393      |
| Veiros                                             | 34,71 | 38,19 | 6,66  | 15,37 | 1,58 | 631      |
| Estremoz                                           | 45,92 | 27,49 | 10,52 | 8,45  | 1,77 | 7 494    |

#### Juntas de Freguesia
| Partido                 | Partido                        | Votos  | %               | +/-   | Presidentes | Mandatos | +/-     |
| ----------------------- | ------------------------------ | ------ | --------------- | ----- | ----------- | -------- | ------- |
|                         | Grupo de Cidadãos              | 3 161  | 42,17 / 100,00  | 12,92 | 4 / 9       | 25 / 69  | 1       |
|                         | Partido Socialista             | 2 218  | 29,59 / 100,00  | 1,41  | 5 / 9       | 29 / 69  | 5       |
|                         | Coligação Democrática Unitária | 896    | 11,95 / 100,00  | 2,86  | 0 / 9       | 11 / 69  | 6       |
|                         | Partido Social Democrata       | 796    | 10,62 / 100,00  | 9,30  | 0 / 9       | 4 / 69   | 10      |
|                         | CDS – Partido Popular          | 72     | 0,96 / 100,00   | 1,01  | 0 / 9       | 0 / 69   | Estável |
| Votos Inválidos         | Votos Inválidos                | 352    | 4,70 / 100,00   | 1,55  |             |          |         |
| Total                   | Total                          | 7 495  | 100,00 / 100,00 |       | 9 / 9       | 69 / 69  | 20      |
| Eleitorado/Participação | Eleitorado/Participação        | 12 477 | 60,07 / 100,00  | 7,41  |             |          |         |

| Freguesia                                          | Partido Vencedor | Partido Vencedor   | %              | Mandatos |
| -------------------------------------------------- | ---------------- | ------------------ | -------------- | -------- |
| Ameixial (Santa Vitória e São Bento)               |                  | Grupo de Cidadãos  | 42,47 / 100,00 | 4 / 7    |
| Arcos                                              |                  | Grupo de Cidadãos  | 84,57 / 100,00 | 7 / 7    |
| Estremoz (Santa Maria e Santo André)               |                  | Grupo de Cidadãos  | 51,55 / 100,00 | 8 / 13   |
| Évora Monte                                        |                  | Partido Socialista | 63,95 / 100,00 | 5 / 7    |
| Glória                                             |                  | Partido Socialista | 59,68 / 100,00 | 5 / 7    |
| São Bento do Cortiço e Santo Estêvão               |                  | Grupo de Cidadãos  | 52,44 / 100,00 | 4 / 7    |
| São Domingos de Ana Loura                          |                  | Partido Socialista | 58,56 / 100,00 | 4 / 7    |
| São Lourenço de Mamporcão e São Bento de Ana Loura |                  | Partido Socialista | 50,38 / 100,00 | 4 / 7    |
| Veiros                                             |                  | Partido Socialista | 50,87 / 100,00 | 4 / 7    |

### Évora

#### Câmara Municipal
| Partido                 | Partido                        | Votos  | %               | +/-   | Vereadores | +/-     |
| ----------------------- | ------------------------------ | ------ | --------------- | ----- | ---------- | ------- |
|                         | Coligação Democrática Unitária | 11 776 | 49,30 / 100,00  | 14,28 | 4 / 7      | 1       |
|                         | Partido Socialista             | 6 199  | 25,95 / 100,00  | 13,53 | 2 / 7      | 1       |
|                         | PSD-CDS                        | 3 510  | 14,70 / 100,00  | -     | 1 / 7      | -       |
|                         | Bloco de Esquerda              | 934    | 3,91 / 100,00   | 1,08  | 0 / 7      | Estável |
| Votos Inválidos         | Votos Inválidos                | 1 466  | 6,14 / 100,00   | 3,39  |            |         |
| Total                   | Total                          | 23 885 | 100,00 / 100,00 |       | 7 / 7      |         |
| Eleitorado/Participação | Eleitorado/Participação        | 48 072 | 49,69 / 100,00  | 4,83  |            |         |

| Freguesia                                   | %     | %     | %        | %    | Votantes |
| Freguesia                                   | CDU   | PS    | PSD- CDS | BE   | Votantes |
| ------------------------------------------- | ----- | ----- | -------- | ---- | -------- |
| Bacelo e Senhora da Saúde                   | 49,69 | 24,93 | 14,93    | 4,03 | 7 336    |
| Canaviais                                   | 48,43 | 28,77 | 11,51    | 2,91 | 1 373    |
| Évora                                       | 43,78 | 22,57 | 21,66    | 5,44 | 2 428    |
| Malagueira e Horta das Figueiras            | 52,02 | 20,05 | 16,91    | 4,27 | 8 378    |
| N.S. da Tourega e N.S. de Guadalupe         | 56,90 | 31,16 | 5,43     | 2,64 | 645      |
| Nossa Senhora da Graça do Divor             | 66,55 | 26,01 | 2,70     | 0,34 | 296      |
| Nossa Senhora de Machede                    | 48,25 | 37,76 | 6,99     | 3,15 | 572      |
| São Sebastião da Giesteira e N.S. da Boa Fé | 43,15 | 47,32 | 5,80     | 2,08 | 672      |
| São Bento do Mato                           | 37,81 | 37,28 | 18,37    | 2,12 | 566      |
| São Manços e São Vicente do Pigeiro         | 37,77 | 51,20 | 6,78     | 0,93 | 752      |
| São Miguel de Machede                       | 45,11 | 37,45 | 5,11     | 6,38 | 470      |
| Torre de Coelheiros                         | 51,64 | 41,06 | 3,27     | 2,27 | 397      |
| Évora                                       | 49,30 | 25,95 | 14,70    | 3,91 | 23 885   |

#### Assembleia Municipal
| Partido                 | Partido                        | Votos  | %               | +/-   | Mandatos | +/-     |
| ----------------------- | ------------------------------ | ------ | --------------- | ----- | -------- | ------- |
|                         | Coligação Democrática Unitária | 10 795 | 45,20 / 100,00  | 10,12 | 11 / 21  | 3       |
|                         | Partido Socialista             | 6 374  | 26,69 / 100,00  | 11,37 | 6 / 21   | 2       |
|                         | PSD-CDS                        | 3 902  | 16,34 / 100,00  | -     | 3 / 21   | -       |
|                         | Bloco de Esquerda              | 1 220  | 5,11 / 100,00   | 0,68  | 1 / 21   | Estável |
| Votos Inválidos         | Votos Inválidos                | 1 594  | 6,68 / 100,00   | 3,55  |          |         |
| Total                   | Total                          | 23 885 | 100,00 / 100,00 |       | 21 / 21  |         |
| Eleitorado/Participação | Eleitorado/Participação        | 48 072 | 49,69 / 100,00  | 4,87  |          |         |

| Freguesia                                   | %     | %     | %        | %     | Votantes |
| Freguesia                                   | CDU   | PS    | PSD- CDS | BE    | Votantes |
| ------------------------------------------- | ----- | ----- | -------- | ----- | -------- |
| Bacelo e Senhora da Saúde                   | 44,97 | 26,19 | 16,39    | 5,26  | 7 334    |
| Canaviais                                   | 43,19 | 30,37 | 12,82    | 4,37  | 1 373    |
| Évora                                       | 39,43 | 23,11 | 23,98    | 6,51  | 2 427    |
| Malagueira e Horta das Figueiras            | 47,83 | 20,39 | 18,98    | 5,63  | 8 381    |
| N.S. da Tourega e N.S. de Guadalupe         | 57,05 | 30,70 | 5,58     | 2,79  | 645      |
| Nossa Senhora da Graça do Divor             | 62,84 | 26,01 | 3,38     | 3,04  | 296      |
| Nossa Senhora de Machede                    | 45,63 | 38,29 | 8,92     | 3,15  | 572      |
| São Sebastião da Giesteira e N.S. da Boa Fé | 40,92 | 47,32 | 6,70     | 2,53  | 672      |
| São Bento do Mato                           | 33,92 | 38,34 | 20,49    | 2,83  | 566      |
| São Manços e São Vicente do Pigeiro         | 36,30 | 52,13 | 6,52     | 1,20  | 752      |
| São Miguel de Machede                       | 39,36 | 37,02 | 6,81     | 10,00 | 470      |
| Torre de Coelheiros                         | 49,87 | 43,07 | 3,02     | 2,52  | 397      |
| Évora                                       | 45,20 | 26,69 | 16,34    | 5,11  | 23 885   |

#### Juntas de Freguesia
| Partido                 | Partido                        | Votos  | %               | +/-  | Presidentes | Mandatos  | +/- |
| ----------------------- | ------------------------------ | ------ | --------------- | ---- | ----------- | --------- | --- |
|                         | Coligação Democrática Unitária | 10 318 | 43,17 / 100,00  | 7,40 | 5 / 12      | 52 / 108  | 16  |
|                         | Partido Socialista             | 7 229  | 30,25 / 100,00  | 9,44 | 7 / 12      | 43 / 108  | 32  |
|                         | PSD-CDS                        | 3 792  | 15,87 / 100,00  | -    | 0 / 12      | 11 / 108  | -   |
|                         | Bloco de Esquerda              | 1 025  | 4,29 / 100,00   | 3,27 | 0 / 12      | 2 / 108   | 2   |
| Votos Inválidos         | Votos Inválidos                | 1 537  | 6,43 / 100,00   | 2,92 |             |           |     |
| Total                   | Total                          | 23 901 | 100,00 / 100,00 |      | 12 / 12     | 108 / 108 | 59  |
| Eleitorado/Participação | Eleitorado/Participação        | 48 072 | 49,72 / 100,00  | 5,31 |             |           |     |

| Freguesia                                   | Partido Vencedor | Partido Vencedor               | %              | Mandatos |
| ------------------------------------------- | ---------------- | ------------------------------ | -------------- | -------- |
| Bacelo e Senhora da Saúde                   |                  | Coligação Democrática Unitária | 42,70 / 100,00 | 7 / 13   |
| Canaviais                                   |                  | Partido Socialista             | 44,14 / 100,00 | 4 / 9    |
| Évora                                       |                  | Coligação Democrática Unitária | 37,15 / 100,00 | 6 / 13   |
| Malagueira e Horta das Figueiras            |                  | Coligação Democrática Unitária | 46,69 / 100,00 | 7 / 13   |
| N.S. da Tourega e N.S. de Guadalupe         |                  | Coligação Democrática Unitária | 62,95 / 100,00 | 5 / 7    |
| Nossa Senhora da Graça do Divor             |                  | Coligação Democrática Unitária | 64,86 / 100,00 | 5 / 7    |
| Nossa Senhora de Machede                    |                  | Partido Socialista             | 48,60 / 100,00 | 4 / 7    |
| São Sebastião da Giesteira e N.S. da Boa Fé |                  | Partido Socialista             | 55,95 / 100,00 | 4 / 7    |
| São Bento do Mato                           |                  | Partido Socialista             | 42,76 / 100,00 | 4 / 9    |
| São Manços e São Vicente do Pigeiro         |                  | Partido Socialista             | 59,18 / 100,00 | 6 / 9    |
| São Miguel de Machede                       |                  | Partido Socialista             | 42,77 / 100,00 | 3 / 7    |
| Torre de Coelheiros                         |                  | Partido Socialista             | 48,87 / 100,00 | 4 / 7    |

### Montemor-o-Novo

#### Câmara Municipal
| Partido                 | Partido                        | Votos  | %               | +/-  | Vereadores | +/-     |
| ----------------------- | ------------------------------ | ------ | --------------- | ---- | ---------- | ------- |
|                         | Coligação Democrática Unitária | 4 740  | 52,50 / 100,00  | 2,53 | 4 / 7      | Estável |
|                         | Partido Socialista             | 2 885  | 31,96 / 100,00  | 3,65 | 3 / 7      | 1       |
|                         | Partido Social Democrata       | 585    | 6,48 / 100,00   | 6,87 | 0 / 7      | 1       |
|                         | CDS – Partido Popular          | 401    | 4,44 / 100,00   | -    | 0 / 7      | -       |
| Votos Inválidos         | Votos Inválidos                | 417    | 4,62 / 100,00   | 1,31 |            |         |
| Total                   | Total                          | 9 028  | 100,00 / 100,00 |      | 7 / 7      |         |
| Eleitorado/Participação | Eleitorado/Participação        | 15 080 | 59,87 / 100,00  | 1,93 |            |         |

| Freguesia                               | %     | %     | %     | %    | Votantes |
| Freguesia                               | CDU   | PS    | PSD   | CDS  | Votantes |
| --------------------------------------- | ----- | ----- | ----- | ---- | -------- |
| Cabrela                                 | 24,45 | 58,79 | 8,24  | 2,20 | 364      |
| Ciborro                                 | 42,17 | 48,43 | 3,34  | 2,92 | 479      |
| Cortiçadas de Lavre e Lavre             | 51,52 | 30,52 | 9,85  | 1,95 | 924      |
| Foros de Vale de Figueira               | 61,96 | 33,39 | 2,80  | 0,62 | 644      |
| N.S. da Vila, N.S. do Bispo e Silveiras | 53,01 | 30,27 | 6,16  | 5,70 | 5 523    |
| Santiago do Escoural                    | 62,55 | 27,71 | 3,98  | 2,06 | 729      |
| São Cristóvão                           | 52,05 | 18,63 | 16,71 | 7,40 | 365      |
| Montemor-o-Novo                         | 52,50 | 31,96 | 6,48  | 4,44 | 9 028    |

#### Assembleia Municipal
| Partido                 | Partido                        | Votos  | %               | +/-  | Mandatos | +/-     |
| ----------------------- | ------------------------------ | ------ | --------------- | ---- | -------- | ------- |
|                         | Coligação Democrática Unitária | 4 666  | 51,69 / 100,00  | 1,63 | 12 / 21  | Estável |
|                         | Partido Socialista             | 2 804  | 31,06 / 100,00  | 1,48 | 7 / 21   | 1       |
|                         | Partido Social Democrata       | 683    | 7,57 / 100,00   | 6,23 | 1 / 21   | 2       |
|                         | CDS – Partido Popular          | 434    | 4,81 / 100,00   | -    | 1 / 21   | -       |
| Votos Inválidos         | Votos Inválidos                | 440    | 4,87 / 100,00   | 1,56 |          |         |
| Total                   | Total                          | 9 027  | 100,00 / 100,00 |      | 21 / 21  |         |
| Eleitorado/Participação | Eleitorado/Participação        | 15 080 | 59,86 / 100,00  | 1,93 |          |         |

| Freguesia                               | %     | %     | %     | %    | Votantes |
| Freguesia                               | CDU   | PS    | PSD   | CDS  | Votantes |
| --------------------------------------- | ----- | ----- | ----- | ---- | -------- |
| Cabrela                                 | 21,70 | 60,44 | 8,24  | 1,92 | 364      |
| Ciborro                                 | 43,01 | 46,56 | 3,97  | 2,92 | 479      |
| Cortiçadas de Lavre e Lavre             | 51,08 | 29,76 | 10,61 | 2,49 | 924      |
| Foros de Vale de Figueira               | 60,87 | 32,76 | 3,57  | 1,09 | 644      |
| N.S. da Vila, N.S. do Bispo e Silveiras | 52,32 | 29,07 | 7,39  | 6,08 | 5 522    |
| Santiago do Escoural                    | 60,36 | 29,22 | 4,66  | 1,92 | 729      |
| São Cristóvão                           | 51,51 | 15,62 | 19,45 | 9,04 | 365      |
| Montemor-o-Novo                         | 51,69 | 31,06 | 7,57  | 4,81 | 9 027    |

#### Juntas de Freguesia
| Partido                 | Partido                        | Votos  | %               | +/-  | Presidentes | Mandatos | +/- |
| ----------------------- | ------------------------------ | ------ | --------------- | ---- | ----------- | -------- | --- |
|                         | Coligação Democrática Unitária | 4 838  | 53,58 / 100,00  | 1,06 | 5 / 7       | 33 / 59  | 11  |
|                         | Partido Socialista             | 2 786  | 30,85 / 100,00  | 0,17 | 2 / 7       | 22 / 59  | 3   |
|                         | Partido Social Democrata       | 558    | 6,18 / 100,00   | 6,97 | 0 / 7       | 4 / 59   | 3   |
|                         | CDS – Partido Popular          | 415    | 4,60 / 100,00   | -    | 0 / 7       | 0 / 59   | -   |
| Votos Inválidos         | Votos Inválidos                | 433    | 4,80 / 100,00   | 1,49 |             |          |     |
| Total                   | Total                          | 9 030  | 100,00 / 100,00 |      | 7 / 7       | 59 / 59  | 17  |
| Eleitorado/Participação | Eleitorado/Participação        | 15 080 | 59,88 / 100,00  | 1,91 |             |          |     |

| Freguesia                               | Partido Vencedor | Partido Vencedor               | %              | Mandatos |
| --------------------------------------- | ---------------- | ------------------------------ | -------------- | -------- |
| Cabrela                                 |                  | Partido Socialista             | 74,73 / 100,00 | 6 / 7    |
| Ciborro                                 |                  | Partido Socialista             | 53,65 / 100,00 | 4 / 7    |
| Cortiçadas de Lavre e Lavre             |                  | Coligação Democrática Unitária | 51,30 / 100,00 | 5 / 9    |
| Foros de Vale de Figueira               |                  | Coligação Democrática Unitária | 63,98 / 100,00 | 5 / 7    |
| N.S. da Vila, N.S. do Bispo e Silveiras |                  | Coligação Democrática Unitária | 54,60 / 100,00 | 8 / 13   |
| Santiago do Escoural                    |                  | Coligação Democrática Unitária | 61,59 / 100,00 | 6 / 9    |
| São Cristóvão                           |                  | Coligação Democrática Unitária | 58,47 / 100,00 | 5 / 7    |

### Mora

#### Câmara Municipal
| Partido                 | Partido                        | Votos | %               | +/-  | Vereadores | +/-     |
| ----------------------- | ------------------------------ | ----- | --------------- | ---- | ---------- | ------- |
|                         | Coligação Democrática Unitária | 1 917 | 67,67 / 100,00  | 6,38 | 4 / 5      | 1       |
|                         | Partido Socialista             | 519   | 18,32 / 100,00  | 1,14 | 1 / 5      | Estável |
|                         | PSD-CDS                        | 241   | 8,51 / 100,00   | -    | 0 / 5      | -       |
| Votos Inválidos         | Votos Inválidos                | 156   | 5,51 / 100,00   | 2,22 |            |         |
| Total                   | Total                          | 2 833 | 100,00 / 100,00 |      | 5 / 5      |         |
| Eleitorado/Participação | Eleitorado/Participação        | 4 648 | 60,95 / 100,00  | 1,22 |            |         |

| Freguesia | %     | %     | %        | Votantes |
| Freguesia | CDU   | PS    | PSD- CDS | Votantes |
| --------- | ----- | ----- | -------- | -------- |
| Brotas    | 59,70 | 18,18 | 14,24    | 330      |
| Cabeção   | 74,71 | 16,58 | 4,11     | 609      |
| Mora      | 66,82 | 19,16 | 7,98     | 1 341    |
| Pavia     | 66,73 | 18,26 | 11,21    | 553      |
| Mora      | 67,67 | 18,32 | 8,51     | 2 833    |

#### Assembleia Municipal
| Partido                 | Partido                        | Votos | %               | +/-  | Mandatos | +/-     |
| ----------------------- | ------------------------------ | ----- | --------------- | ---- | -------- | ------- |
|                         | Coligação Democrática Unitária | 1 832 | 64,67 / 100,00  | 6,49 | 11 / 15  | 1       |
|                         | Partido Socialista             | 572   | 20,19 / 100,00  | 1,66 | 3 / 15   | Estável |
|                         | PSD-CDS                        | 244   | 8,61 / 100,00   | -    | 1 / 15   | -       |
| Votos Inválidos         | Votos Inválidos                | 185   | 6,53 / 100,00   | 2,74 |          |         |
| Total                   | Total                          | 2 833 | 100,00 / 100,00 |      | 15 / 15  |         |
| Eleitorado/Participação | Eleitorado/Participação        | 4 648 | 60,95 / 100,00  | 1,22 |          |         |

| Freguesia | %     | %     | %        | Votantes |
| Freguesia | CDU   | PS    | PSD- CDS | Votantes |
| --------- | ----- | ----- | -------- | -------- |
| Brotas    | 57,58 | 22,42 | 11,21    | 330      |
| Cabeção   | 71,92 | 19,87 | 3,12     | 609      |
| Mora      | 65,10 | 19,69 | 8,43     | 1 341    |
| Pavia     | 59,86 | 20,43 | 13,56    | 553      |
| Mora      | 64,67 | 20,19 | 8,61     | 2 833    |

#### Juntas de Freguesia
| Partido                 | Partido                        | Votos | %               | +/-  | Presidentes | Mandatos | +/-     |
| ----------------------- | ------------------------------ | ----- | --------------- | ---- | ----------- | -------- | ------- |
|                         | Coligação Democrática Unitária | 1 885 | 66,54 / 100,00  | 5,69 | 4 / 4       | 23 / 32  | 1       |
|                         | Partido Socialista             | 526   | 18,57 / 100,00  | 1,61 | 0 / 4       | 5 / 32   | Estável |
|                         | Grupo de Cidadãos              | 149   | 5,26 / 100,00   | -    | 0 / 4       | 3 / 32   | -       |
|                         | PSD-CDS                        | 84    | 2,97 / 100,00   | -    | 0 / 4       | 1 / 32   | -       |
| Votos Inválidos         | Votos Inválidos                | 189   | 6,67 / 100,00   | 2,15 |             |          |         |
| Total                   | Total                          | 2 833 | 100,00 / 100,00 |      | 4 / 4       | 32 / 32  | 2       |
| Eleitorado/Participação | Eleitorado/Participação        | 4 648 | 60,95 / 100,00  | 1,22 |             |          |         |

| Freguesia | Partido Vencedor | Partido Vencedor               | %              | Mandatos |
| --------- | ---------------- | ------------------------------ | -------------- | -------- |
| Brotas    |                  | Coligação Democrática Unitária | 50,30 / 100,00 | 4 / 7    |
| Cabeção   |                  | Coligação Democrática Unitária | 73,56 / 100,00 | 7 / 9    |
| Mora      |                  | Coligação Democrática Unitária | 68,53 / 100,00 | 7 / 9    |
| Pavia     |                  | Coligação Democrática Unitária | 63,65 / 100,00 | 5 / 7    |

### Mourão

#### Câmara Municipal
| Partido                 | Partido                        | Votos | %               | +/-   | Vereadores | +/-     |
| ----------------------- | ------------------------------ | ----- | --------------- | ----- | ---------- | ------- |
|                         | Partido Socialista             | 837   | 46,53 / 100,00  | 1,65  | 3 / 5      | Estável |
|                         | PSD-CDS                        | 743   | 41,30 / 100,00  | 13,42 | 2 / 5      | Estável |
|                         | Coligação Democrática Unitária | 156   | 8,67 / 100,00   | 0,20  | 0 / 5      | Estável |
| Votos Inválidos         | Votos Inválidos                | 63    | 3,50 / 100,00   | 1,52  |            |         |
| Total                   | Total                          | 1 799 | 100,00 / 100,00 |       | 5 / 5      |         |
| Eleitorado/Participação | Eleitorado/Participação        | 2 389 | 75,30 / 100,00  | 2,00  |            |         |

| Freguesia | %     | %        | %     | Votantes |
| Freguesia | PS    | PSD- CDS | CDU   | Votantes |
| --------- | ----- | -------- | ----- | -------- |
| Granja    | 38,37 | 48,37    | 7,67  | 430      |
| Luz       | 43,30 | 51,72    | 1,92  | 261      |
| Mourão    | 50,45 | 36,10    | 10,65 | 1 108    |
| Mourão    | 46,53 | 41,30    | 8,67  | 1 799    |

#### Assembleia Municipal
| Partido                 | Partido                        | Votos | %               | +/-   | Mandatos | +/-     |
| ----------------------- | ------------------------------ | ----- | --------------- | ----- | -------- | ------- |
|                         | Partido Socialista             | 770   | 42,80 / 100,00  | 5,38  | 7 / 15   | 2       |
|                         | PSD-CDS                        | 766   | 42,58 / 100,00  | 15,92 | 7 / 15   | 3       |
|                         | Coligação Democrática Unitária | 177   | 9,84 / 100,00   | 0,12  | 1 / 15   | Estável |
| Votos Inválidos         | Votos Inválidos                | 86    | 4,78 / 100,00   | 0,29  |          |         |
| Total                   | Total                          | 1 799 | 100,00 / 100,00 |       | 15 / 15  |         |
| Eleitorado/Participação | Eleitorado/Participação        | 2 389 | 75,30 / 100,00  | 2,00  |          |         |

| Freguesia | %     | %        | %     | Votantes |
| Freguesia | PS    | PSD- CDS | CDU   | Votantes |
| --------- | ----- | -------- | ----- | -------- |
| Granja    | 34,42 | 49,53    | 7,44  | 430      |
| Luz       | 41,38 | 53,26    | 1,92  | 261      |
| Mourão    | 46,39 | 37,36    | 12,64 | 1 108    |
| Mourão    | 42,80 | 42,58    | 9,84  | 1 799    |

#### Juntas de Freguesia
| Partido                 | Partido                        | Votos | %               | +/-  | Presidentes | Mandatos | +/-     |
| ----------------------- | ------------------------------ | ----- | --------------- | ---- | ----------- | -------- | ------- |
|                         | Partido Socialista             | 857   | 47,64 / 100,00  | 0,66 | 1 / 3       | 11 / 23  | Estável |
|                         | PSD-CDS                        | 522   | 29,02 / 100,00  | 7,34 | 1 / 3       | 7 / 23   | 1       |
|                         | Grupo de Cidadãos              | 240   | 13,34 / 100,00  | 6,20 | 1 / 3       | 4 / 23   | 1       |
|                         | Coligação Democrática Unitária | 126   | 7,00 / 100,00   | 1,38 | 0 / 3       | 1 / 23   | Estável |
| Votos Inválidos         | Votos Inválidos                | 54    | 3,00 / 100,00   | 0,42 |             |          |         |
| Total                   | Total                          | 1 799 | 100,00 / 100,00 |      | 3 / 3       | 23 / 23  |         |
| Eleitorado/Participação | Eleitorado/Participação        | 2 389 | 75,30 / 100,00  | 1,96 |             |          |         |

| Freguesia | Partido Vencedor | Partido Vencedor   | %              | Mandatos |
| --------- | ---------------- | ------------------ | -------------- | -------- |
| Granja    |                  | Grupo de Cidadãos  | 55,81 / 100,00 | 4 / 7    |
| Luz       |                  | PSD-CDS            | 53,26 / 100,00 | 4 / 7    |
| Mourão    |                  | Partido Socialista | 52,71 / 100,00 | 5 / 9    |

### Portel

#### Câmara Municipal
| Partido                 | Partido                        | Votos | %               | +/-  | Vereadores | +/-     |
| ----------------------- | ------------------------------ | ----- | --------------- | ---- | ---------- | ------- |
|                         | Partido Socialista             | 2 592 | 64,67 / 100,00  | 0,92 | 4 / 5      | Estável |
|                         | Coligação Democrática Unitária | 1 224 | 30,54 / 100,00  | 0,70 | 1 / 5      | Estável |
|                         | PSD-CDS                        | 73    | 1,82 / 100,00   | -    | 0 / 5      | -       |
| Votos Inválidos         | Votos Inválidos                | 119   | 2,97 / 100,00   | 0,83 |            |         |
| Total                   | Total                          | 4 008 | 100,00 / 100,00 |      | 5 / 5      |         |
| Eleitorado/Participação | Eleitorado/Participação        | 5 624 | 71,27 / 100,00  | 2,67 |            |         |

| Freguesia                          | %     | %     | %        | Votantes |
| Freguesia                          | PS    | CDU   | PSD- CDS | Votantes |
| ---------------------------------- | ----- | ----- | -------- | -------- |
| Amieira e Alqueva                  | 43,36 | 49,80 | 2,34     | 512      |
| Monte do Trigo                     | 58,04 | 37,78 | 2,22     | 765      |
| Portel                             | 68,27 | 26,92 | 1,90     | 1 579    |
| Santana                            | 75,22 | 19,83 | 0,58     | 343      |
| São Bartolomeu do Outeiro e Oriola | 69,77 | 25,29 | 1,52     | 526      |
| Vera Cruz                          | 78,80 | 19,08 | 1,41     | 283      |
| Portel                             | 64,67 | 30,54 | 1,82     | 4 008    |

#### Assembleia Municipal
| Partido                 | Partido                        | Votos | %               | +/-  | Mandatos | +/-     |
| ----------------------- | ------------------------------ | ----- | --------------- | ---- | -------- | ------- |
|                         | Partido Socialista             | 2 500 | 62,36 / 100,00  | 0,14 | 10 / 15  | Estável |
|                         | Coligação Democrática Unitária | 1 390 | 34,67 / 100,00  | 1,25 | 5 / 15   | Estável |
| Votos Inválidos         | Votos Inválidos                | 119   | 2,97 / 100,00   | 0,81 |          |         |
| Total                   | Total                          | 4 009 | 100,00 / 100,00 |      | 15 / 15  |         |
| Eleitorado/Participação | Eleitorado/Participação        | 5 624 | 71,28 / 100,00  | 2,66 |          |         |

| Freguesia                          | %     | %     | Votantes |
| Freguesia                          | PS    | CDU   | Votantes |
| ---------------------------------- | ----- | ----- | -------- |
| Amieira e Alqueva                  | 42,50 | 53,02 | 513      |
| Monte do Trigo                     | 52,03 | 46,14 | 765      |
| Portel                             | 67,45 | 29,51 | 1 579    |
| Santana                            | 72,01 | 26,24 | 343      |
| São Bartolomeu do Outeiro e Oriola | 66,54 | 29,09 | 526      |
| Vera Cruz                          | 78,45 | 19,79 | 283      |
| Portel                             | 62,36 | 34,67 | 4 009    |

#### Juntas de Freguesia
| Partido                 | Partido                        | Votos | %               | +/-  | Presidentes | Mandatos | +/- |
| ----------------------- | ------------------------------ | ----- | --------------- | ---- | ----------- | -------- | --- |
|                         | Partido Socialista             | 2 310 | 57,63 / 100,00  | 4,28 | 4 / 6       | 29 / 46  | 9   |
|                         | Coligação Democrática Unitária | 1 543 | 38,50 / 100,00  | 3,27 | 2 / 6       | 17 / 46  | 5   |
| Votos Inválidos         | Votos Inválidos                | 155   | 3,87 / 100,00   | 1,05 |             |          |     |
| Total                   | Total                          | 4 008 | 100,00 / 100,00 |      | 6 / 6       | 46 / 46  | 14  |
| Eleitorado/Participação | Eleitorado/Participação        | 5 624 | 71,27 / 100,00  | 2,67 |             |          |     |

| Freguesia                          | Partido Vencedor | Partido Vencedor               | %              | Mandatos |
| ---------------------------------- | ---------------- | ------------------------------ | -------------- | -------- |
| Amieira e Alqueva                  |                  | Coligação Democrática Unitária | 58,40 / 100,00 | 4 / 7    |
| Monte do Trigo                     |                  | Coligação Democrática Unitária | 55,56 / 100,00 | 5 / 9    |
| Portel                             |                  | Partido Socialista             | 66,50 / 100,00 | 6 / 9    |
| Santana                            |                  | Partido Socialista             | 62,68 / 100,00 | 5 / 7    |
| São Bartolomeu do Outeiro e Oriola |                  | Partido Socialista             | 60,46 / 100,00 | 5 / 7    |
| Vera Cruz                          |                  | Partido Socialista             | 78,80 / 100,00 | 6 / 7    |

### Redondo

#### Câmara Municipal
| Partido                 | Partido                                       | Votos | %               | +/-  | Vereadores | +/-     |
| ----------------------- | --------------------------------------------- | ----- | --------------- | ---- | ---------- | ------- |
|                         | Movimento Independente do Concelho de Redondo | 1 930 | 53,49 / 100,00  | 0,39 | 3 / 5      | 1       |
|                         | Partido Socialista                            | 770   | 21,34 / 100,00  | 3,94 | 1 / 5      | Estável |
|                         | Coligação Democrática Unitária                | 503   | 13,94 / 100,00  | 4,62 | 1 / 5      | 1       |
|                         | PSD-CDS                                       | 267   | 7,40 / 100,00   | -    | 0 / 5      | -       |
| Votos Inválidos         | Votos Inválidos                               | 138   | 3,83 / 100,00   | 1,22 |            |         |
| Total                   | Total                                         | 3 608 | 100,00 / 100,00 |      | 5 / 5      |         |
| Eleitorado/Participação | Eleitorado/Participação                       | 6 131 | 58,85 / 100,00  | 3,32 |            |         |

| Freguesia | %     | %     | %     | %        | Votantes |
| Freguesia | MICRE | PS    | CDU   | PSD- CDS | Votantes |
| --------- | ----- | ----- | ----- | -------- | -------- |
| Montoito  | 46,55 | 23,92 | 19,42 | 5,46     | 623      |
| Redondo   | 54,94 | 20,80 | 12,80 | 7,81     | 2 985    |
| Redondo   | 53,49 | 21,34 | 13,94 | 7,40     | 3 608    |

#### Assembleia Municipal
| Partido                 | Partido                                       | Votos | %               | +/-  | Mandatos | +/-     |
| ----------------------- | --------------------------------------------- | ----- | --------------- | ---- | -------- | ------- |
|                         | Movimento Independente do Concelho de Redondo | 1 913 | 53,04 / 100,00  | 0,51 | 9 / 15   | Estável |
|                         | Partido Socialista                            | 772   | 21,40 / 100,00  | 3,95 | 3 / 15   | 1       |
|                         | Coligação Democrática Unitária                | 477   | 13,22 / 100,00  | 3,14 | 2 / 15   | 1       |
|                         | PSD-CDS                                       | 297   | 8,23 / 100,00   | -    | 1 / 15   | -       |
| Votos Inválidos         | Votos Inválidos                               | 148   | 4,10 / 100,00   | 1,54 |          |         |
| Total                   | Total                                         | 3 607 | 100,00 / 100,00 |      | 15 / 15  |         |
| Eleitorado/Participação | Eleitorado/Participação                       | 6 131 | 58,83 / 100,00  | 3,34 |          |         |

| Freguesia | %     | %     | %     | %        | Votantes |
| Freguesia | MICRE | PS    | CDU   | PSD- CDS | Votantes |
| --------- | ----- | ----- | ----- | -------- | -------- |
| Montoito  | 43,50 | 24,40 | 20,39 | 6,26     | 623      |
| Redondo   | 55,03 | 20,78 | 11,73 | 8,65     | 2 984    |
| Redondo   | 53,04 | 21,40 | 13,22 | 8,23     | 3 607    |

#### Juntas de Freguesia
| Partido                 | Partido                        | Votos | %               | +/-  | Presidentes | Mandatos | +/-     |
| ----------------------- | ------------------------------ | ----- | --------------- | ---- | ----------- | -------- | ------- |
|                         | Grupo de Cidadãos              | 1 902 | 52,72 / 100,00  | 1,53 | 2 / 2       | 12 / 22  | Estável |
|                         | Partido Socialista             | 808   | 22,39 / 100,00  | 5,42 | 0 / 2       | 6 / 22   | Estável |
|                         | Coligação Democrática Unitária | 504   | 13,97 / 100,00  | 4,12 | 0 / 2       | 3 / 22   | 1       |
|                         | PSD-CDS                        | 242   | 6,71 / 100,00   | -    | 0 / 2       | 1 / 22   | -       |
| Votos Inválidos         | Votos Inválidos                | 152   | 4,21 / 100,00   | 1,78 |             |          |         |
| Total                   | Total                          | 3 608 | 100,00 / 100,00 |      | 2 / 2       | 22 / 22  |         |
| Eleitorado/Participação | Eleitorado/Participação        | 6 131 | 58,85 / 100,00  | 3,32 |             |          |         |

| Freguesia | Partido Vencedor | Partido Vencedor  | %              | Mandatos |
| --------- | ---------------- | ----------------- | -------------- | -------- |
| Montoito  |                  | Grupo de Cidadãos | 45,75 / 100,00 | 4 / 9    |
| Redondo   |                  | Grupo de Cidadãos | 54,17 / 100,00 | 8 / 13   |

### Reguengos de Monsaraz

#### Câmara Municipal
| Partido                 | Partido                        | Votos | %               | +/-  | Vereadores | +/-     |
| ----------------------- | ------------------------------ | ----- | --------------- | ---- | ---------- | ------- |
|                         | Partido Socialista             | 3 290 | 68,05 / 100,00  | 3,39 | 4 / 5      | Estável |
|                         | Coligação Democrática Unitária | 787   | 16,28 / 100,00  | 3,13 | 1 / 5      | Estável |
|                         | PSD-CDS                        | 447   | 9,25 / 100,00   | 3,65 | 0 / 5      | Estável |
| Votos Inválidos         | Votos Inválidos                | 311   | 6,43 / 100,00   | 3,40 |            |         |
| Total                   | Total                          | 4 835 | 100,00 / 100,00 |      | 5 / 5      |         |
| Eleitorado/Participação | Eleitorado/Participação        | 9 213 | 52,48 / 100,00  | 6,16 |            |         |

| Freguesia             | %     | %     | %        | Votantes |
| Freguesia             | PS    | CDU   | PSD- CDS | Votantes |
| --------------------- | ----- | ----- | -------- | -------- |
| Campo e Campinho      | 73,22 | 14,89 | 5,76     | 799      |
| Corval                | 69,28 | 21,11 | 4,68     | 791      |
| Monsaraz              | 76,03 | 13,39 | 5,40     | 463      |
| Reguengos de Monsaraz | 64,88 | 15,78 | 12,19    | 2 782    |
| Reguengos de Monsaraz | 68,05 | 16,28 | 9,25     | 4 835    |

#### Assembleia Municipal
| Partido                 | Partido                        | Votos | %               | +/-  | Mandatos | +/-     |
| ----------------------- | ------------------------------ | ----- | --------------- | ---- | -------- | ------- |
|                         | Partido Socialista             | 3 086 | 63,84 / 100,00  | 1,19 | 11 / 15  | 1       |
|                         | Coligação Democrática Unitária | 886   | 18,33 / 100,00  | 0,86 | 3 / 15   | Estável |
|                         | PSD-CDS                        | 518   | 10,72 / 100,00  | 3,65 | 1 / 15   | 1       |
| Votos Inválidos         | Votos Inválidos                | 344   | 7,11 / 100,00   | 3,32 |          |         |
| Total                   | Total                          | 4 834 | 100,00 / 100,00 |      | 15 / 15  |         |
| Eleitorado/Participação | Eleitorado/Participação        | 9 213 | 52,47 / 100,00  | 6,19 |          |         |

| Freguesia             | %     | %     | %        | Votantes |
| Freguesia             | PS    | CDU   | PSD- CDS | Votantes |
| --------------------- | ----- | ----- | -------- | -------- |
| Campo e Campinho      | 71,34 | 16,02 | 6,01     | 799      |
| Corval                | 63,84 | 23,77 | 5,94     | 791      |
| Monsaraz              | 73,00 | 14,69 | 6,26     | 463      |
| Reguengos de Monsaraz | 60,16 | 18,05 | 14,17    | 2 781    |
| Reguengos de Monsaraz | 63,84 | 18,33 | 10,72    | 4 834    |

#### Juntas de Freguesia
| Partido                 | Partido                        | Votos | %               | +/-  | Presidentes | Mandatos | +/- |
| ----------------------- | ------------------------------ | ----- | --------------- | ---- | ----------- | -------- | --- |
|                         | Partido Socialista             | 2 953 | 61,08 / 100,00  | 0,28 | 4 / 4       | 28 / 38  | 1   |
|                         | Coligação Democrática Unitária | 789   | 16,32 / 100,00  | 4,35 | 0 / 4       | 5 / 38   | 4   |
|                         | Grupo de Cidadãos              | 501   | 10,36 / 100,00  | -    | 0 / 4       | 2 / 38   | -   |
|                         | PSD-CDS                        | 248   | 5,13 / 100,00   | 9,50 | 0 / 4       | 3 / 38   | 2   |
| Votos Inválidos         | Votos Inválidos                | 344   | 7,12 / 100,00   | 3,78 |             |          |     |
| Total                   | Total                          | 4 835 | 100,00 / 100,00 |      | 4 / 4       | 38 / 38  | 5   |
| Eleitorado/Participação | Eleitorado/Participação        | 9 213 | 52,48 / 100,00  | 6,18 |             |          |     |

| Freguesia             | Partido Vencedor | Partido Vencedor   | %              | Mandatos |
| --------------------- | ---------------- | ------------------ | -------------- | -------- |
| Campo e Campinho      |                  | Partido Socialista | 71,09 / 100,00 | 8 / 9    |
| Corval                |                  | Partido Socialista | 47,41 / 100,00 | 5 / 9    |
| Monsaraz              |                  | Partido Socialista | 72,57 / 100,00 | 6 / 7    |
| Reguengos de Monsaraz |                  | Partido Socialista | 60,17 / 100,00 | 9 / 13   |

### Vendas Novas

#### Câmara Municipal
| Partido                 | Partido                        | Votos  | %               | +/-   | Vereadores | +/-     |
| ----------------------- | ------------------------------ | ------ | --------------- | ----- | ---------- | ------- |
|                         | Partido Socialista             | 2 383  | 43,28 / 100,00  | 13,05 | 3 / 7      | 1       |
|                         | Coligação Democrática Unitária | 2 151  | 39,07 / 100,00  | 13,03 | 3 / 7      | 1       |
|                         | Partido Social Democrata       | 641    | 11,64 / 100,00  | 2,85  | 1 / 7      | Estável |
| Votos Inválidos         | Votos Inválidos                | 331    | 6,01 / 100,00   | 2,94  |            |         |
| Total                   | Total                          | 5 506  | 100,00 / 100,00 |       | 7 / 7      |         |
| Eleitorado/Participação | Eleitorado/Participação        | 10 313 | 53,39 / 100,00  | 4,21  |            |         |

| Freguesia    | %     | %     | %     | Votantes |
| Freguesia    | PS    | CDU   | PSD   | Votantes |
| ------------ | ----- | ----- | ----- | -------- |
| Landeira     | 56,39 | 37,52 | 3,34  | 509      |
| Vendas Novas | 41,95 | 39,22 | 12,49 | 4 997    |
| Vendas Novas | 43,28 | 39,07 | 11,64 | 5 506    |

#### Assembleia Municipal
| Partido                 | Partido                        | Votos  | %               | +/-   | Mandatos | +/- |
| ----------------------- | ------------------------------ | ------ | --------------- | ----- | -------- | --- |
|                         | Partido Socialista             | 2 326  | 42,24 / 100,00  | 12,06 | 10 / 21  | 3   |
|                         | Coligação Democrática Unitária | 2 172  | 39,45 / 100,00  | 11,32 | 9 / 21   | 2   |
|                         | Partido Social Democrata       | 680    | 12,35 / 100,00  | 3,42  | 2 / 21   | 1   |
| Votos Inválidos         | Votos Inválidos                | 328    | 5,96 / 100,00   | 2,69  |          |     |
| Total                   | Total                          | 5 506  | 100,00 / 100,00 |       | 21 / 21  |     |
| Eleitorado/Participação | Eleitorado/Participação        | 10 313 | 53,39 / 100,00  | 4,21  |          |     |

| Freguesia    | %     | %     | %     | Votantes |
| Freguesia    | PS    | CDU   | PSD   | Votantes |
| ------------ | ----- | ----- | ----- | -------- |
| Landeira     | 56,97 | 37,72 | 3,34  | 509      |
| Vendas Novas | 40,74 | 39,62 | 13,27 | 4 997    |
| Vendas Novas | 42,24 | 39,45 | 12,35 | 5 506    |

#### Juntas de Freguesia
| Partido                 | Partido                        | Votos  | %               | +/-   | Presidentes | Mandatos | +/- |
| ----------------------- | ------------------------------ | ------ | --------------- | ----- | ----------- | -------- | --- |
|                         | Partido Socialista             | 2 376  | 43,15 / 100,00  | 12,67 | 2 / 2       | 10 / 20  | 2   |
|                         | Coligação Democrática Unitária | 2 201  | 39,97 / 100,00  | 11,08 | 0 / 2       | 9 / 20   | 1   |
|                         | Partido Social Democrata       | 615    | 11,17 / 100,00  | 4,09  | 0 / 2       | 1 / 20   | 1   |
| Votos Inválidos         | Votos Inválidos                | 314    | 5,71 / 100,00   | 2,51  |             |          |     |
| Total                   | Total                          | 5 506  | 100,00 / 100,00 |       | 2 / 2       | 20 / 20  |     |
| Eleitorado/Participação | Eleitorado/Participação        | 10 313 | 53,39 / 100,00  | 4,21  |             |          |     |

| Freguesia    | Partido Vencedor | Partido Vencedor   | %              | Mandatos |
| ------------ | ---------------- | ------------------ | -------------- | -------- |
| Landeira     |                  | Partido Socialista | 60,51 / 100,00 | 4 / 7    |
| Vendas Novas |                  | Partido Socialista | 41,38 / 100,00 | 6 / 13   |

### Viana do Alentejo

#### Câmara Municipal
| Partido                 | Partido                        | Votos | %               | +/-  | Vereadores | +/-     |
| ----------------------- | ------------------------------ | ----- | --------------- | ---- | ---------- | ------- |
|                         | Partido Socialista             | 1 876 | 60,42 / 100,00  | 8,36 | 3 / 5      | Estável |
|                         | Coligação Democrática Unitária | 962   | 30,98 / 100,00  | 7,25 | 2 / 5      | Estável |
|                         | Partido Social Democrata       | 145   | 4,67 / 100,00   | 1,00 | 0 / 5      | Estável |
| Votos Inválidos         | Votos Inválidos                | 122   | 3,93 / 100,00   | 1,34 |            |         |
| Total                   | Total                          | 3 105 | 100,00 / 100,00 |      | 5 / 5      |         |
| Eleitorado/Participação | Eleitorado/Participação        | 4 888 | 63,52 / 100,00  | 5,09 |            |         |

| Freguesia         | %     | %     | %    | Votantes |
| Freguesia         | PS    | CDU   | PSD  | Votantes |
| ----------------- | ----- | ----- | ---- | -------- |
| Aguiar            | 47,80 | 47,04 | 1,34 | 523      |
| Alcáçovas         | 48,41 | 42,35 | 5,04 | 1 072    |
| Viana do Alentejo | 73,31 | 17,35 | 5,56 | 1 510    |
| Viana do Alentejo | 60,42 | 30,98 | 4,67 | 3 105    |

#### Assembleia Municipal
| Partido                 | Partido                        | Votos | %               | +/-  | Mandatos | +/- |
| ----------------------- | ------------------------------ | ----- | --------------- | ---- | -------- | --- |
|                         | Partido Socialista             | 1 800 | 58,01 / 100,00  | 8,45 | 10 / 15  | 2   |
|                         | Coligação Democrática Unitária | 971   | 31,29 / 100,00  | 5,76 | 5 / 15   | 1   |
|                         | Partido Social Democrata       | 179   | 5,77 / 100,00   | 2,89 | 0 / 15   | 1   |
| Votos Inválidos         | Votos Inválidos                | 153   | 4,93 / 100,00   | 1,06 |          |     |
| Total                   | Total                          | 3 103 | 100,00 / 100,00 |      | 15 / 15  |     |
| Eleitorado/Participação | Eleitorado/Participação        | 4 888 | 63,48 / 100,00  | 5,13 |          |     |

| Freguesia         | %     | %     | %    | Votantes |
| Freguesia         | PS    | CDU   | PSD  | Votantes |
| ----------------- | ----- | ----- | ---- | -------- |
| Aguiar            | 45,12 | 46,85 | 1,15 | 523      |
| Alcáçovas         | 45,71 | 41,79 | 8,02 | 1 072    |
| Viana do Alentejo | 71,22 | 18,44 | 5,77 | 1 508    |
| Viana do Alentejo | 58,01 | 31,29 | 5,77 | 3 103    |

#### Juntas de Freguesia
| Partido                 | Partido                        | Votos | %               | +/-  | Presidentes | Mandatos | +/- |
| ----------------------- | ------------------------------ | ----- | --------------- | ---- | ----------- | -------- | --- |
|                         | Partido Socialista             | 1 851 | 59,65 / 100,00  | 9,74 | 2 / 3       | 16 / 25  | 3   |
|                         | Coligação Democrática Unitária | 937   | 30,20 / 100,00  | 6,29 | 1 / 3       | 9 / 25   | 2   |
|                         | Partido Social Democrata       | 193   | 6,22 / 100,00   | 4,38 | 0 / 3       | 0 / 25   | 1   |
| Votos Inválidos         | Votos Inválidos                | 122   | 3,93 / 100,00   | 0,94 |             |          |     |
| Total                   | Total                          | 3 103 | 100,00 / 100,00 |      | 3 / 3       | 25 / 25  |     |
| Eleitorado/Participação | Eleitorado/Participação        | 4 888 | 63,48 / 100,00  | 5,13 |             |          |     |

| Freguesia         | Partido Vencedor | Partido Vencedor               | %              | Mandatos |
| ----------------- | ---------------- | ------------------------------ | -------------- | -------- |
| Aguiar            |                  | Coligação Democrática Unitária | 49,14 / 100,00 | 4 / 7    |
| Alcáçovas         |                  | Partido Socialista             | 45,80 / 100,00 | 5 / 9    |
| Viana do Alentejo |                  | Partido Socialista             | 74,40 / 100,00 | 8 / 9    |

### Vila Viçosa

#### Câmara Municipal
| Partido                 | Partido                                   | Votos | %               | +/-   | Vereadores | +/-  |
| ----------------------- | ----------------------------------------- | ----- | --------------- | ----- | ---------- | ---- |
|                         | Coligação Democrática Unitária            | 2 125 | 43,44 / 100,00  | 3,94  | 3 / 5      | 1    |
|                         | Partido Socialista                        | 1 195 | 24,43 / 100,00  | 22,06 | 1 / 5      | 2    |
|                         | Movimento Unidade Cidadãos de Vila Viçosa | 778   | 15,90 / 100,00  | Novo  | 1 / 5      | Novo |
|                         | PSD-CDS                                   | 443   | 9,06 / 100,00   | -     | 0 / 5      | -    |
|                         | Cidadãos em Movimento                     | 181   | 3,70 / 100,00   | Novo  | 0 / 5      | Novo |
| Votos Inválidos         | Votos Inválidos                           | 170   | 3,47 / 100,00   | 1,05  |            |      |
| Total                   | Total                                     | 4 892 | 100,00 / 100,00 |       | 5 / 5      |      |
| Eleitorado/Participação | Eleitorado/Participação                   | 7 278 | 67,22 / 100,00  | 2,04  |            |      |

| Freguesia                          | %     | %     | %     | %        | %    | Votantes |
| Freguesia                          | CDU   | PS    | MUC   | PSD- CDS | CM   | Votantes |
| ---------------------------------- | ----- | ----- | ----- | -------- | ---- | -------- |
| Bencatel                           | 55,23 | 22,19 | 12,89 | 6,01     | 1,55 | 1 032    |
| Ciladas                            | 44,76 | 20,03 | 18,47 | 5,01     | 8,61 | 639      |
| N.S. da Conceição e São Bartolomeu | 38,76 | 25,64 | 16,67 | 11,66    | 3,27 | 2 874    |
| Pardais                            | 44,67 | 29,11 | 13,83 | 4,03     | 4,61 | 347      |
| Vila Viçosa                        | 43,44 | 24,43 | 15,90 | 9,06     | 3,70 | 4 892    |

#### Assembleia Municipal
| Partido                 | Partido                                   | Votos | %               | +/-   | Mandatos | +/-  |
| ----------------------- | ----------------------------------------- | ----- | --------------- | ----- | -------- | ---- |
|                         | Coligação Democrática Unitária            | 2 001 | 40,90 / 100,00  | 5,43  | 7 / 15   | 1    |
|                         | Partido Socialista                        | 1 187 | 24,26 / 100,00  | 16,72 | 4 / 15   | 2    |
|                         | Movimento Unidade Cidadãos de Vila Viçosa | 826   | 16,88 / 100,00  | Novo  | 3 / 15   | Novo |
|                         | PSD-CDS                                   | 473   | 9,67 / 100,00   | -     | 1 / 15   | -    |
|                         | Cidadãos em Movimento                     | 178   | 3,64 / 100,00   | Novo  | 0 / 15   | Novo |
| Votos Inválidos         | Votos Inválidos                           | 227   | 4,64 / 100,00   | 1,48  |          |      |
| Total                   | Total                                     | 4 892 | 100,00 / 100,00 |       | 15 / 15  |      |
| Eleitorado/Participação | Eleitorado/Participação                   | 7 278 | 67,22 / 100,00  | 2,04  |          |      |

| Freguesia                          | %     | %     | %     | %        | %    | Votantes |
| Freguesia                          | CDU   | PS    | MUC   | PSD- CDS | CM   | Votantes |
| ---------------------------------- | ----- | ----- | ----- | -------- | ---- | -------- |
| Bencatel                           | 51,55 | 22,97 | 13,66 | 6,98     | 1,74 | 1 032    |
| Ciladas                            | 44,76 | 20,03 | 18,47 | 5,01     | 8,61 | 639      |
| N.S. da Conceição e São Bartolomeu | 36,36 | 24,77 | 17,95 | 12,32    | 3,13 | 2 874    |
| Pardais                            | 39,77 | 31,70 | 14,70 | 4,32     | 4,32 | 347      |
| Vila Viçosa                        | 40,90 | 24,26 | 16,88 | 9,67     | 3,64 | 4 892    |

#### Juntas de Freguesia
| Partido                 | Partido                        | Votos | %               | +/-   | Presidentes | Mandatos | +/- |
| ----------------------- | ------------------------------ | ----- | --------------- | ----- | ----------- | -------- | --- |
|                         | Coligação Democrática Unitária | 1 963 | 40,13 / 100,00  | 3,57  | 3 / 4       | 15 / 32  | 2   |
|                         | Partido Socialista             | 1 217 | 24,88 / 100,00  | 15,06 | 1 / 4       | 10 / 32  | 11  |
|                         | Grupo de Cidadãos              | 953   | 19,48 / 100,00  | -     | 0 / 4       | 5 / 32   | -   |
|                         | PSD-CDS                        | 569   | 11,63 / 100,00  | -     | 0 / 4       | 2 / 32   | -   |
| Votos Inválidos         | Votos Inválidos                | 190   | 3,88 / 100,00   | 0,80  |             |          |     |
| Total                   | Total                          | 4 892 | 100,00 / 100,00 |       | 4 / 4       | 32 / 32  | 11  |
| Eleitorado/Participação | Eleitorado/Participação        | 7 278 | 67,22 / 100,00  | 2,04  |             |          |     |

| Freguesia                          | Partido Vencedor | Partido Vencedor               | %              | Mandatos |
| ---------------------------------- | ---------------- | ------------------------------ | -------------- | -------- |
| Bencatel                           |                  | Coligação Democrática Unitária | 44,57 / 100,00 | 5 / 9    |
| Ciladas                            |                  | Coligação Democrática Unitária | 43,97 / 100,00 | 4 / 7    |
| N.S. da Conceição e São Bartolomeu |                  | Coligação Democrática Unitária | 39,21 / 100,00 | 4 / 9    |
| Pardais                            |                  | Partido Socialista             | 43,80 / 100,00 | 4 / 7    |